# Li p'tit rossê
Li p'tit rossê est un fromage belge produit à Werbomont  en Province de Liège.

## Nom
Li p'tit rossê signifie en wallon le petit rouquin au vu de la couleur orangée de sa croûte.
Il est fabriqué par la fromagerie des Ardennes établie depuis 2001 à Werbomont (commune de Ferrières) dans les Ardennes liégeoises.

## Description
Il s'agit d'un fromage biologique à pâte molle et à croûte lavée d'un poids de 180 grammes et d'une forme carrée de 80 mm de côté pour une épaisseur de 30 mm. Li p'tit rossê est un fromage au lait cru de vache. Son goût fait un peu penser au fromage de Herve doux. Sa croûte de couleur orange est parsemée de petites lignes blanches. 
Les fermes biologiques de la région fournissent à  la fromagerie des Ardennes un lait aux propriétés nutritionnelles et organoleptiques exceptionnelles. Li p'tit rossê est certifié AB : Agriculture biologique.
Pour la découpe, il existe aussi un rossê appelé aussi grand rossê en carré de 210 mm pour un poids d'environ 1 300 grammes.

## Prix
- le Coq de Cristal à la foire agricole de Libramont en 2000.